# Андрија Жаја
Андрија Жаја (Доњи Ребић, код Удбине, 1901 — околина Загреба, 14. јул 1941), столарски радник, члан Централног комитета КП Хрватске.

## Биографија
Рођен је 1901. године у селу Доњи Ребић, код Удбине. Као столарски радник радио је у Загребу. Члан Комунистичке партије Југославије је, од њеног оснивања, 1919. године. Био је активан члан у синдикалном покрету дрводељских радника и функционар у Независним синдикатима дрводељаца.
Активно је радио у листу „Омладинска борба“, због чега је, под сумњом да је власник тог листа, ухапшен 11. марта 1923. године. Хапшен је врло често и касније, али је због недостатака доказа пуштан.
Године 1928, на годишњој скупштини дрводељских радника подружнице Загреб, био је изабран за члана управног одбора подружнице. Исте године постао је члан и Управног одбора Савеза дрводељских радника Југославије. За време прогона из Загреба, активно је политички деловао у Лици. Године 1937. био је делегат на Првом конгресу Комунистичке партије Хрватске, где је изабран за члана Централног комитета.
Последњи пут је ухапшен 31. марта 1941. године. Априлски рат и окупацију Краљевине Југославије дочекао је у концентрационом логору Керестинцу. Био је један од организатора побуне и бега у логору Керестинец. Приликом бега, опкољен, извршио је самоубиство 14. јула 1941. године.